# Ryne Sandberg
Ryne Dee Sandberg (ur. 18 września 1959, zm. 28 lipca 2025) – amerykański baseballista, który występował na pozycji drugobazowego przez 16 sezonów w Major League Baseball.

## Przebieg kariery
Sandberg został wybrany w 20. rundzie draftu i początkowo grał w klubach farmerskich tego zespołu, między innymi w Oklahoma City 89ers, reprezentującym poziom Triple-A. W MLB zadebiutował 2 września 1981 w meczu przeciwko Atlanta Braves jako pinch runner. W styczniu 1982 w ramach wymiany zawodników przeszedł do Chicago Cubs.
W 1982 w głosowaniu do nagrody MLB Rookie of the Year Award w National League zajął 6. miejsce, zaś rok później po raz pierwszy w karierze zdobył Złotą Rękawicę. W sezonie 1984 po raz pierwszy wystąpił w Meczu Gwiazd i został wybrany MVP National League, otrzymał także po raz pierwszy nagrodę Silver Slugger Award. W 1990 zdobył najwięcej w lidze home runów (40).
2 marca 1992 podpisując czteroletni kontrakt wart 28,4 miliona dolarów stał się najlepiej opłacanym zawodnikiem w MLB. W 1997 zakończył karierę. W późniejszym okresie był między innymi menadżerem klubów farmerskich Chicago Cubs i Philadelphia Phillies. W 2005 został wybrany do Galerii Sław Baseballu.
16 sierpnia 2013 został mianowany tymczasowo na stanowisku menadżera Philadelphia Phillies, po zwolnieniu Charliego Manuela. We wrześniu podpisał stałą, trzyletnią umowę. 27 czerwca 2015 po osiągnięciu przez Phillies bilansu 26–48, zrezygnował z funkcji menadżera zespołu.

## Nagrody i wyróżnienia
| Nagroda/wyróżnienie         | Lata                                                       | Źródło |
| MVP National League         | 1984                                                       | [ 9 ]  |
| 10× All-Star                | 1984, 1985, 1986, 1987, 1988, 1989, 1990, 1991, 1992, 1993 | [ 5 ]  |
| 9× Gold Glove Award         | 1983, 1984, 1985, 1986, 1987, 1988, 1989, 1990, 1991       | [ 8 ]  |
| 7× Silver Slugger Award     | 1984, 1985, 1988, 1989, 1990, 1991, 1992                   | [ 10 ] |
| Baseball Hall of Fame       | od 2005                                                    | [ 13 ] |
| # 23 zastrzeżony przez Cubs | 2005                                                       | [ 17 ] |